# Darabe
Darabe (em persa: داراب; romaniz.: Dārāb), historicamente chamada Darabeguirde (Darábghird) ou Darabeguerde (Darábgerd), é uma cidade e capital do condado de Darabe, na província de Fars, no Irã. No censo de 2016, possuía 70 232 habitantes.

## História
Darabe é uma das cidades mais antigas do Irã, e é mencionada no épico persa Xanamé de Ferdusi. A lenda atribui a fundação da cidade a Dario I, daí seu nome anterior Darabeguerde (cidade de Dario). Existem vários vestígios, incluindo o Calá i Darabe (cidadela de Dario), que consiste em uma série de terraplanagens dispostas em círculo em torno de uma rocha isolada. Outro monumento nas proximidades é um baixo-relevo gigante, esculpido na face vertical de uma rocha, representando a vitória do xainxá sassânida Sapor I (r. 240–270) sobre o imperador romano Valeriano em 260.
De acordo com Hâmeza de Ispaã, a cidade tinha um formato triangular, e a muralha defensiva circular, que foi descoberta, foi construída no século VIII por um governador de Fars sob Alhajaje ibne Iúçufe. O círculo é irregular e tem cerca de 1 900 metros de diâmetro. Durante a maior parte da Idade Média, a cidade permaneceu a capital de um grande distrito. Os produtos da cidade incluíam tecidos, óleo de jasmim, vários sais minerais e mumia, um exsudato mineral.